# QR피디어
QR피디어(QRpedia)는 위키백과의 문서를 QR 코드를 활용하여 독자에게 제공하는 모바일 웹 시스템이다. QR 코드는 URL을 이용하여 간단히 만들 수 있으나, QR피디어는 여기에 다른 기능을 추가하였다. 사용자는 자신이 선택한 언어의 위키백과 문서를 읽을 수 있다.
QR피디어는 위키미디어 영국(Wikimedia UK)의 로저 밤킨(Roger Bamkin)이 처음 구상하였으며, 테런스 이든(Terence Eden)이 프로그램을 작성, 2011년 4월에 공개되었다. 현재 QR피디어는 영국과 미국, 스페인의 박물관 등에서 사용되고 있다. QR피디어의 프로그램 원시 코드는 MIT 라이선스에 의해 자유롭게 사용할 수 있다.

## 원리

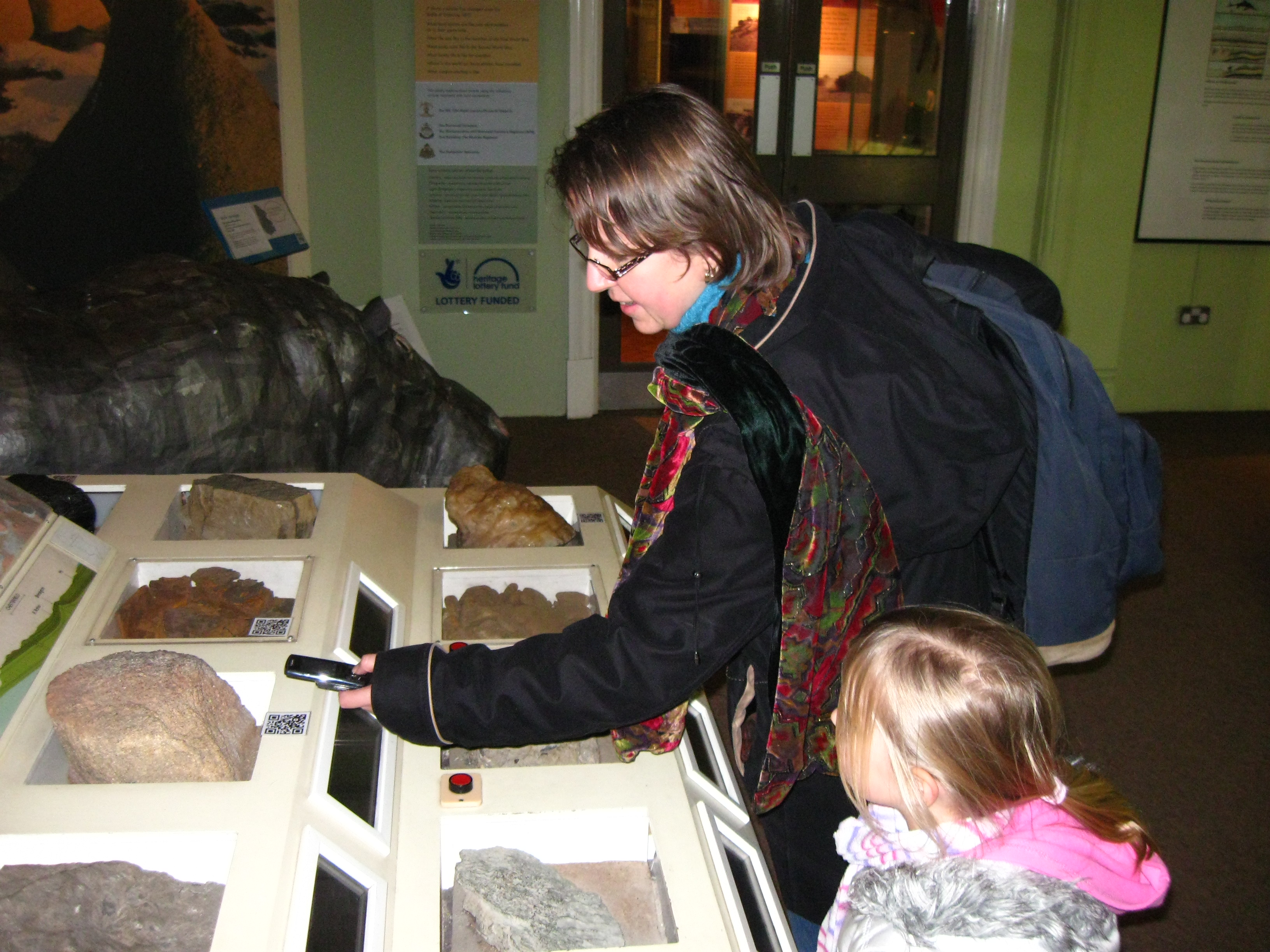
더비 박물관 방문자가 휴대 전화로 QP피디어의 QR 코드를 검색하고 있다.

사용자가 모바일 장치로 QR피디어의 QR 코드를 검색하면, 모바일 장치는 "qrwp.org"의 도메인 이름에서 위키백과 문서 제목이 포함된 URL로 접속하게 된다. 이때 모바일 장치의 언어 설정도 함께 전송된다
QR피디어 서버는 위키백과의 API를 사용, 사용자가 원하는 언어의 위키백과 문서를 찾아, 모바일에서 보기 쉬운 형식으로 돌려준다. 만약 해당하는 문서가 없다면, QR피디어는 사용자에게 다른 언어나 구글 번역을 선택할 수 있도록 한다.
이 방식으로, QR피디어는 박물관이 직접 번역하지 않더라도 같은 문서를 여러 언어로 제공할 수 있다. QR피디어는 사용자의 접속 통계 기능도 제공한다.

## 사용 예

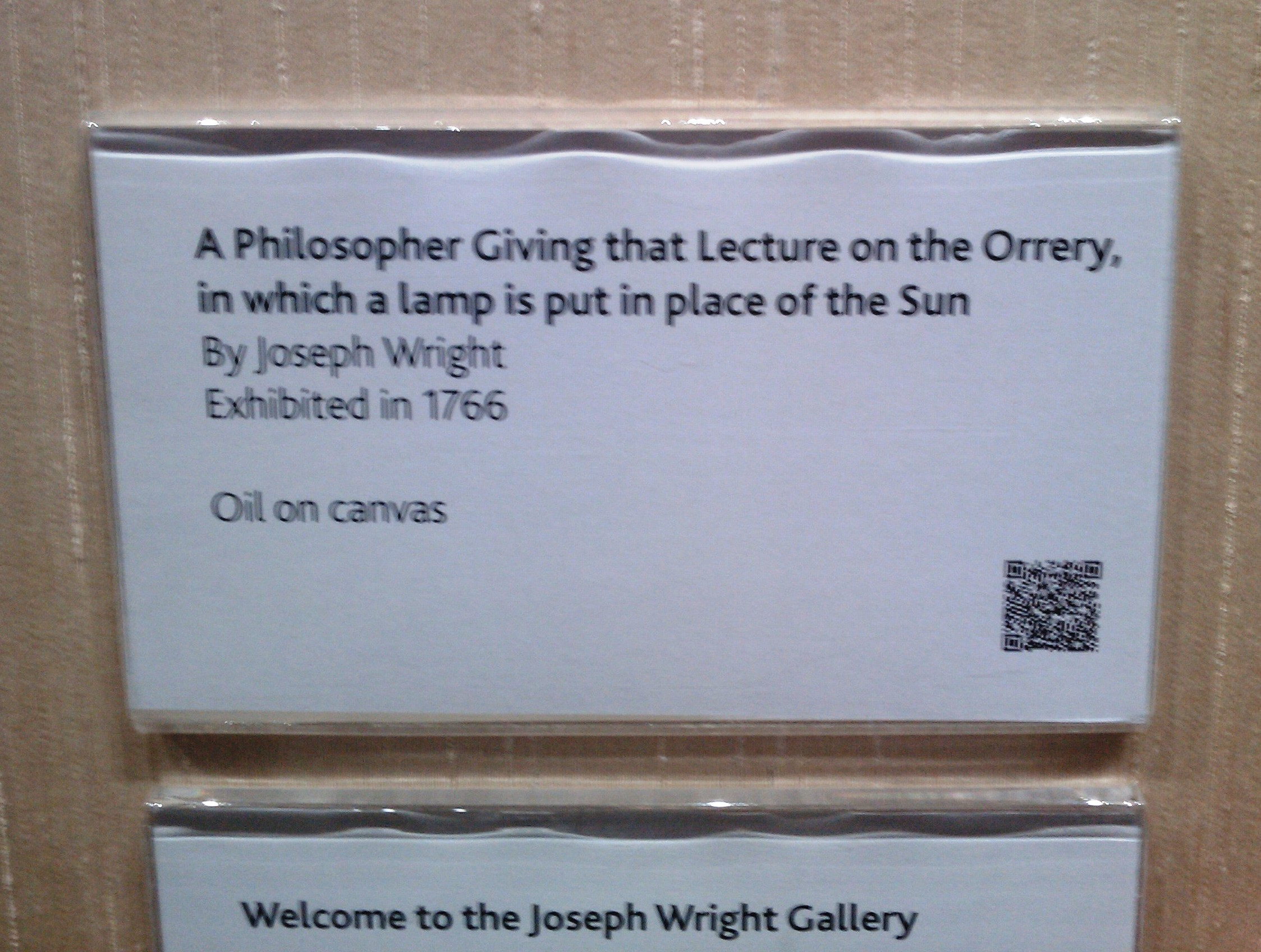
더비 박물관과 미술관의 그림 "A Philosopher Lecturing on the Orrery"에 붙은 레이블. 2012년 2월 기준으로, 위키백과에는 19개 언어로 이 그림을 설명하는 문서가 있다.
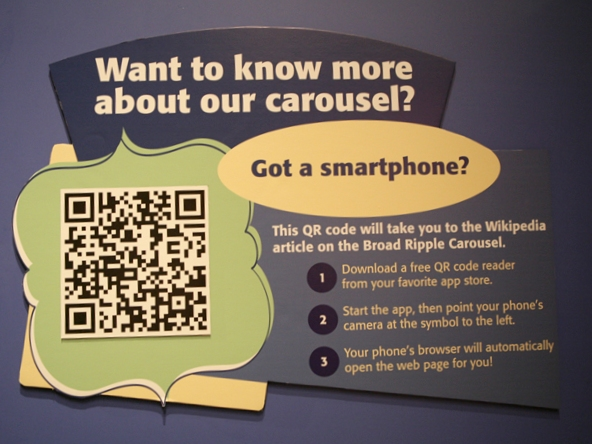
인디애나폴리스 어린이 박물관 방문자에게 브로드리플 공원 회전목마를 안내하는 QR피디어 코드.
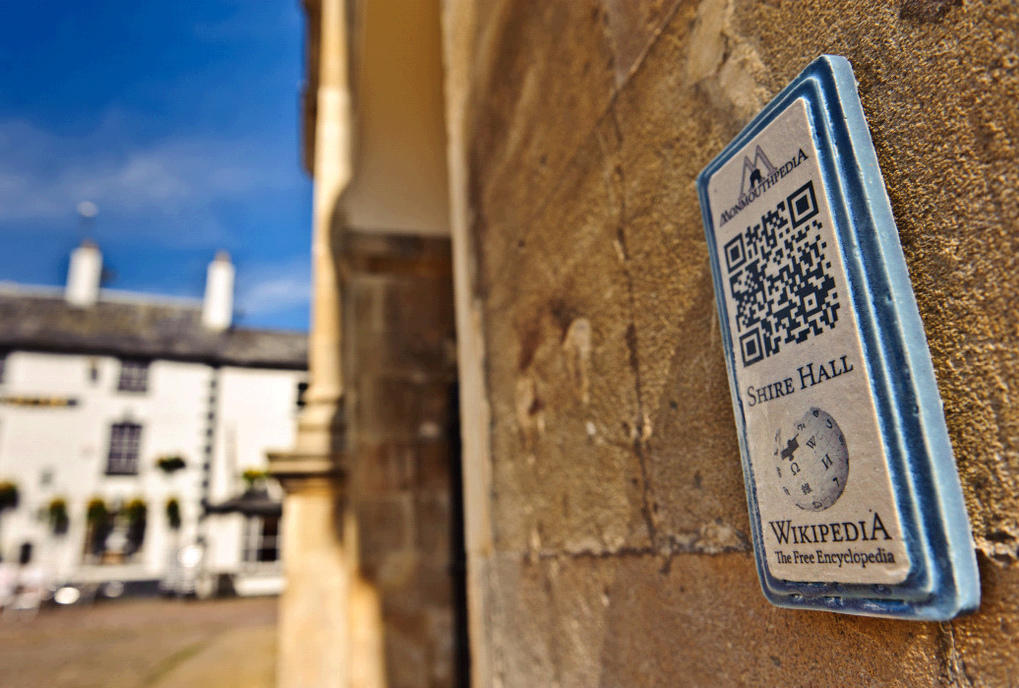
몬머스피디어 프로젝트의 일환으로, 몬머스 시청을 안내하는 QR피디어의 명판.
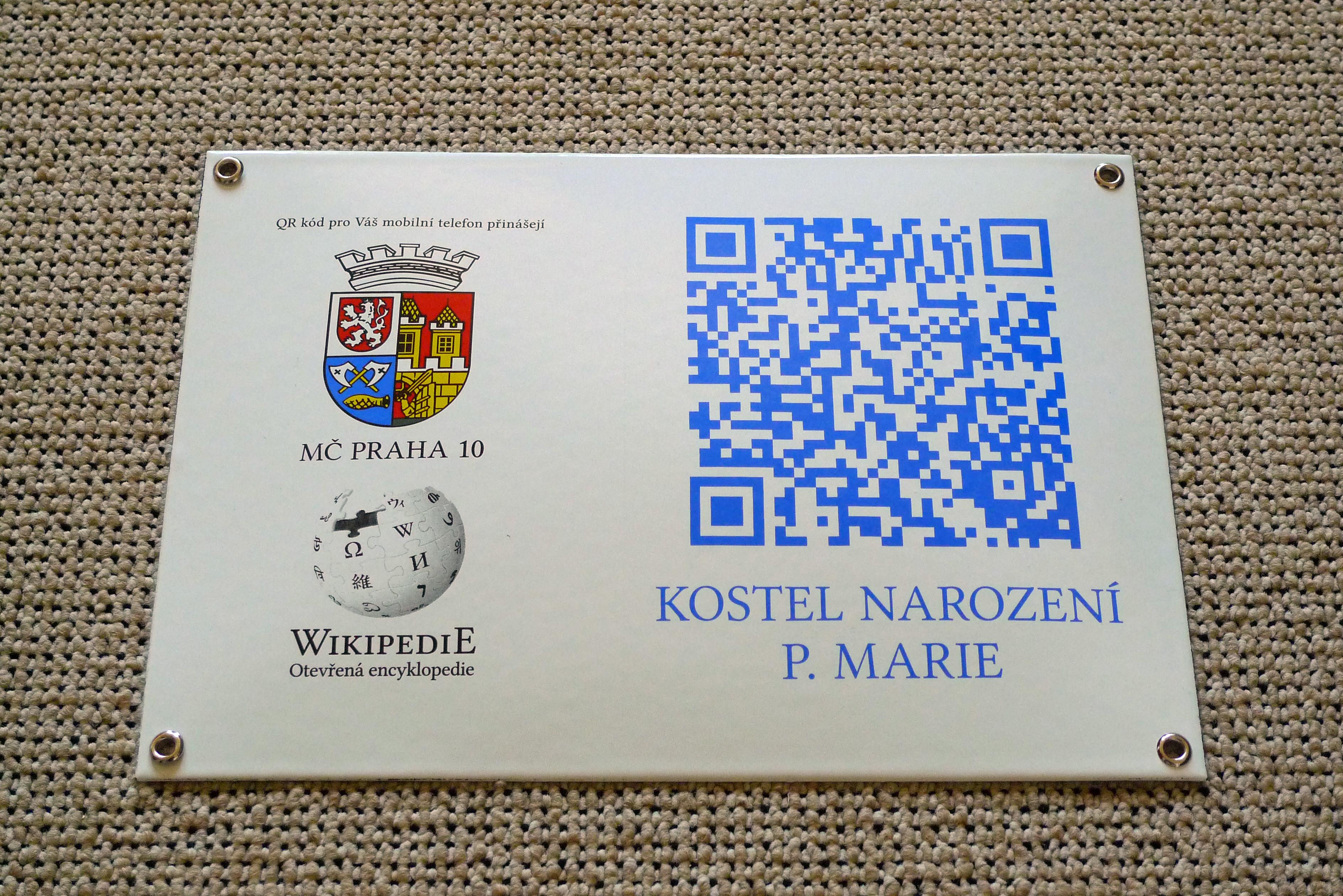
체코의 프라하 10구 Záběhlice에 있는 성모 마리아 탄신 교회를 안내하는 QR피디어 코드

QR피디어가 영국에서 처음 만들어졌으나, 휴대 전화로 데이터 통신이 가능하다면 어디서나 사용이 가능하다. 2012년 기준으로 QR피디어를 도입한 곳은 다음과 같다:
- 성 야고보 교회 어린이 예배당, 오스트레일리아 시드니.
- 인디애나폴리스 어린이 박물관, 미국 인디애나 주[2][6]
- 의회 묘지, 미국 워싱턴 D.C.[7]
- 더비 박물관과 미술관, 영국 더비[4]
- 에스토니아 스포츠 박물관, 에스토니아
- Galleries of Justice Museum, 영국 노팅엄
- 미로 미술관, 스페인[4][8]
- 영국 국가기록원, 영국[9][10]
- 컴퓨팅 국립 박물관, 영국[11]
- 소피아 동물원, 불가리아[12]
- 웨일스의 도시 몬모스. (몬모스피디어 프로젝트)[13]
- 성 파울루스 교회, 영국 버밍엄
- 프라하 10구의 기념물, 체코[14]

QR피디어는 박물관 등의 기관 외부에서도 사용되고 있다. 예를 들어 월 가를 점거하라 운동에서는 홍보 포스터에 QR피디어 코드를 사용하기도 했다.

## 같이 보기
- 몬머스피디아